# Stendalspromenaden

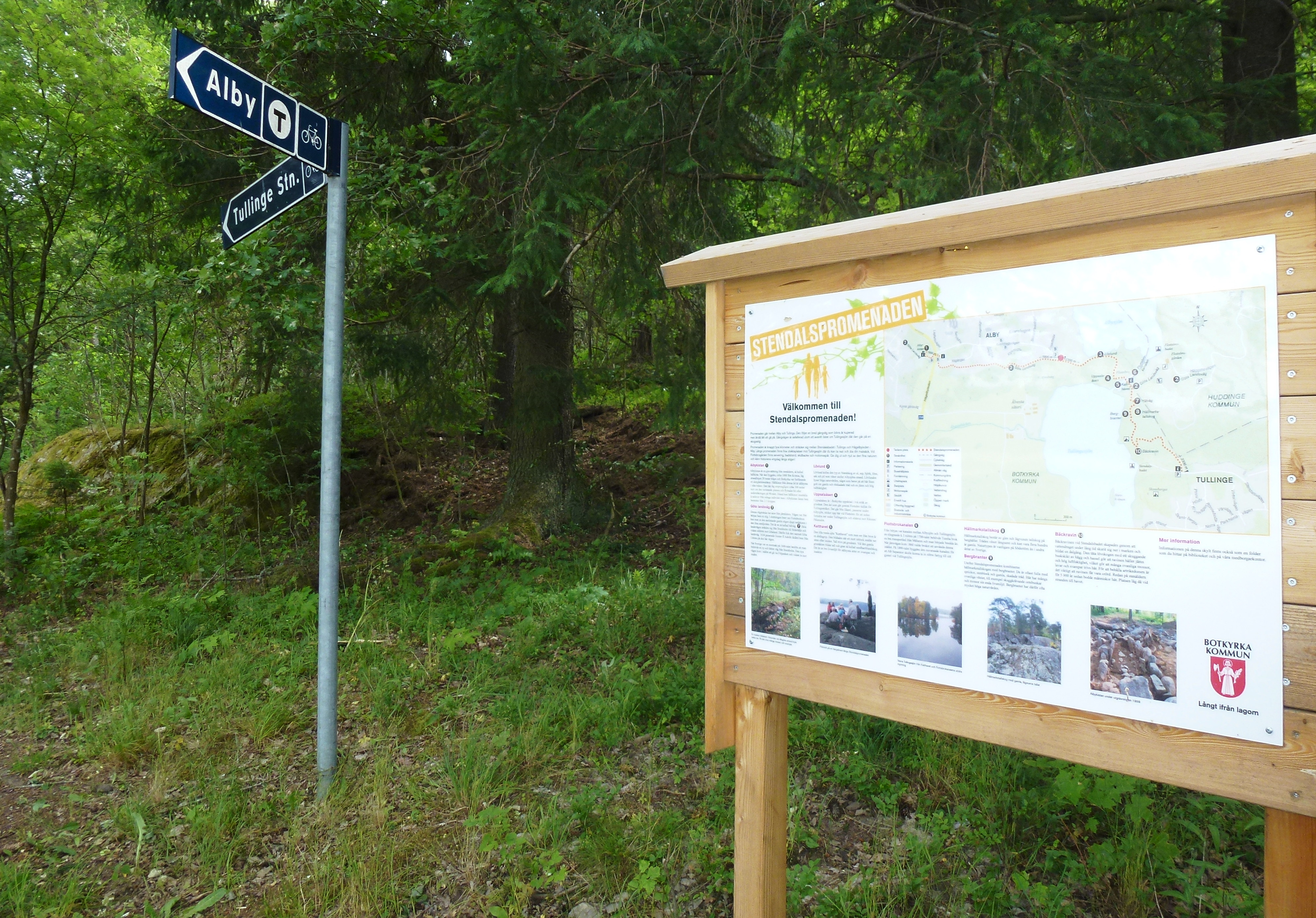
Stendalspromenaden, infotavla i Alby.

Stendalspromenaden är en natur- och kulturstig  i Botkyrka kommun. Stigen går mellan Tullinge och Alby och är knappt fyra kilometer lång. Längs stigen finns några intressanta natur- och kulturhistoriska platser och områden. Bland annat följer stigen en längre sträcka på den åldriga Göta landsväg.

## Beskrivning
Stendalspromenaden invigdes år 2012, den är inte nyanlagd utan befintliga vandringsleder sammanlänkades till en ny sträckning med intressanta platser.

### Stendalsbadet – Flottsbrokanalen
Promenaden börjar (eller slutar) i öst nära Stendalsbadet vid Tullingesjön. Härifrån leder en brant skogsstig mot norr och längs förkastningsbranten ovanför Tullingesjön, varifrån man har en vidsträckt utsikt. Efter cirka 1,5 kilometer passerar man Flottsbrobacken och här möter vandraren den historiska färdvägen Göta landsväg, vars äldre sträckning gick via en flottbro över nuvarande Flottsbrokanalen. Numera går vägen över en militärbro som byggdes 1975 av Svea ingenjörregemente Ing 1, 5:e kompani. Den södra delen av Flottsbrokanalen utgör en nästan cirkelrund sjö, som kallas  "Katthavet". Formationen är en så kallad dödisgrop. Flottsbro och Flottsbrokanalen är en del av Tullingeåsen som i sin tur ingår i Uppsalaåsen.

### Bilder

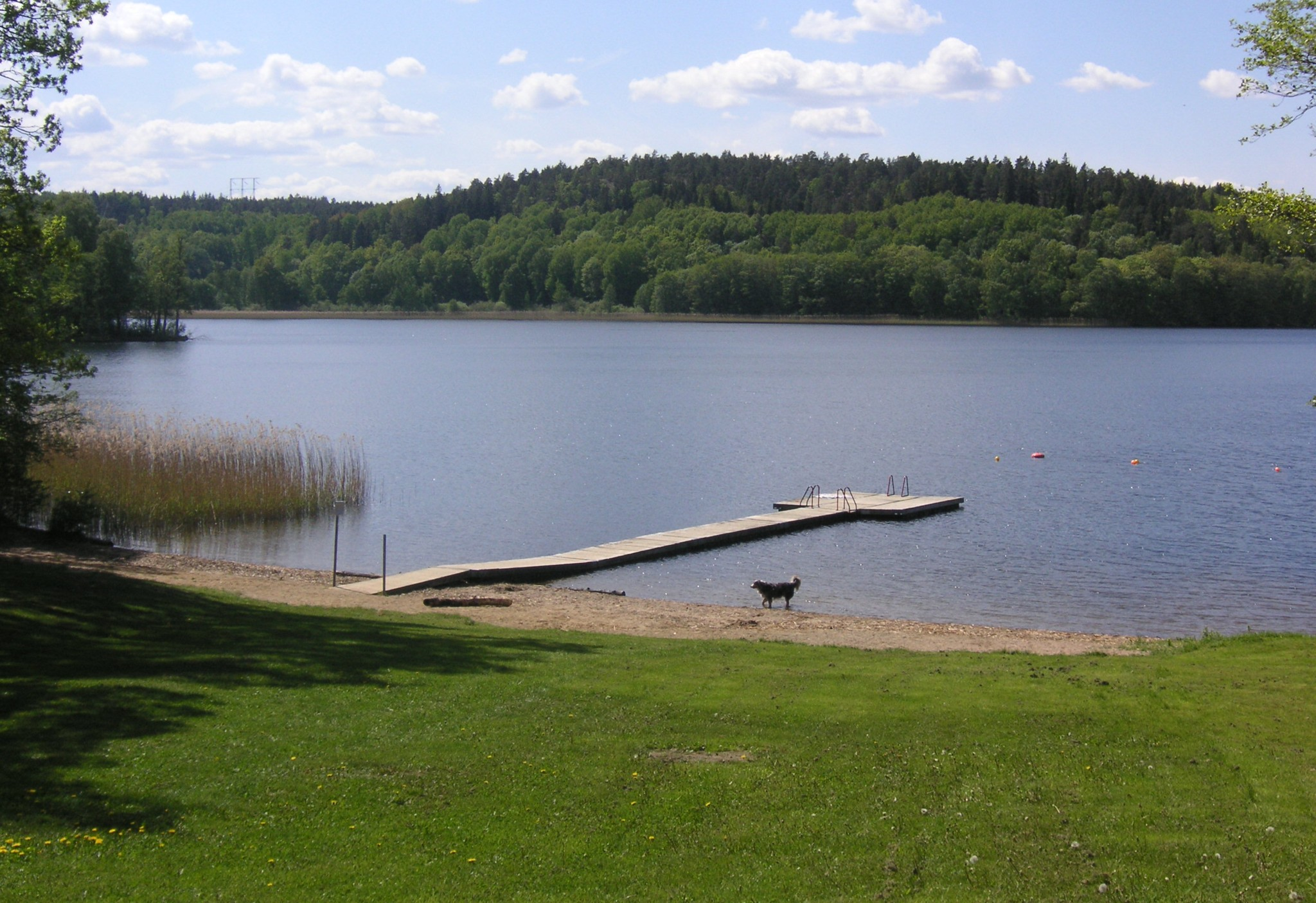
Stendalsbadet
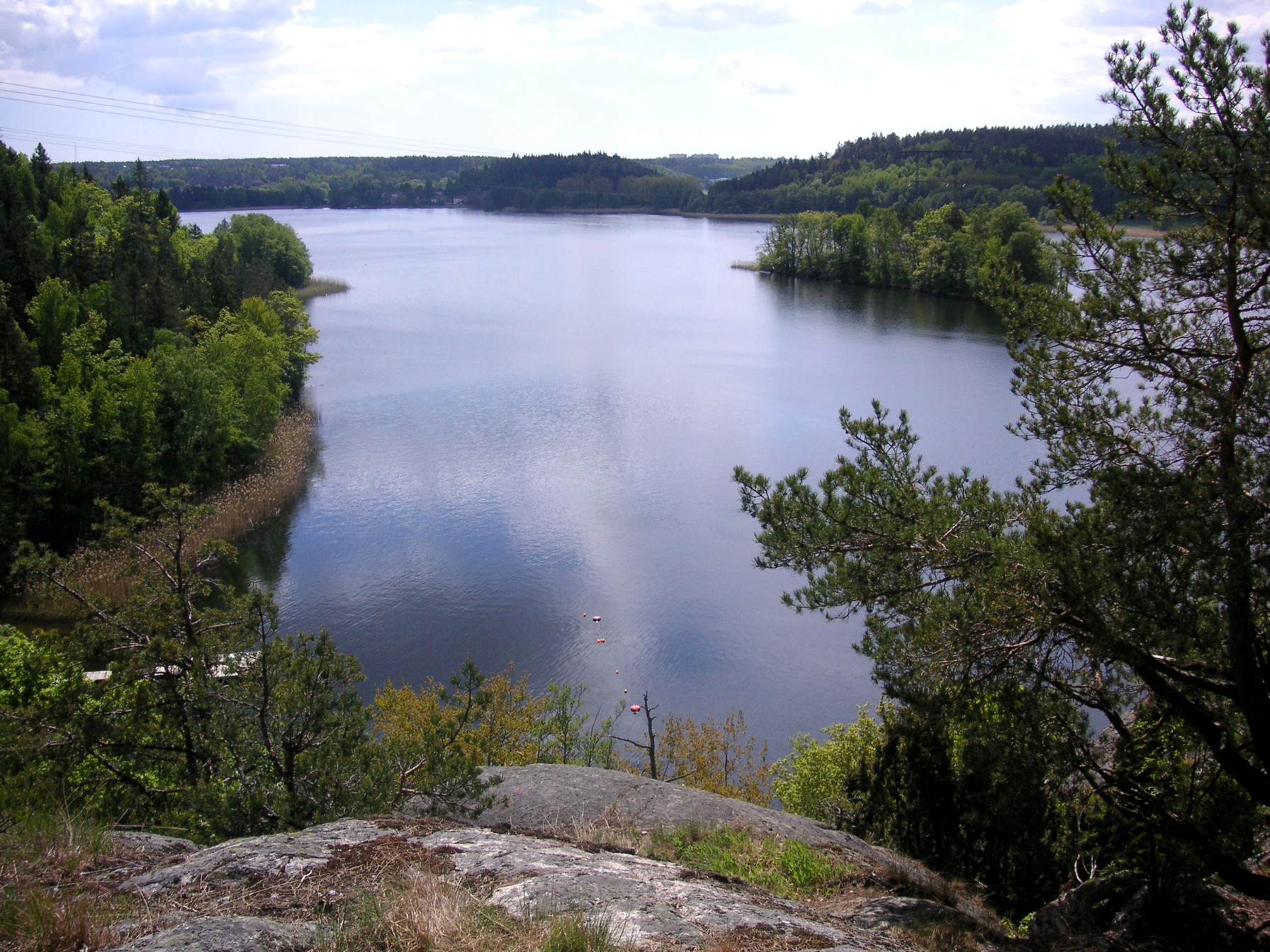
Vy över Tullingesjön
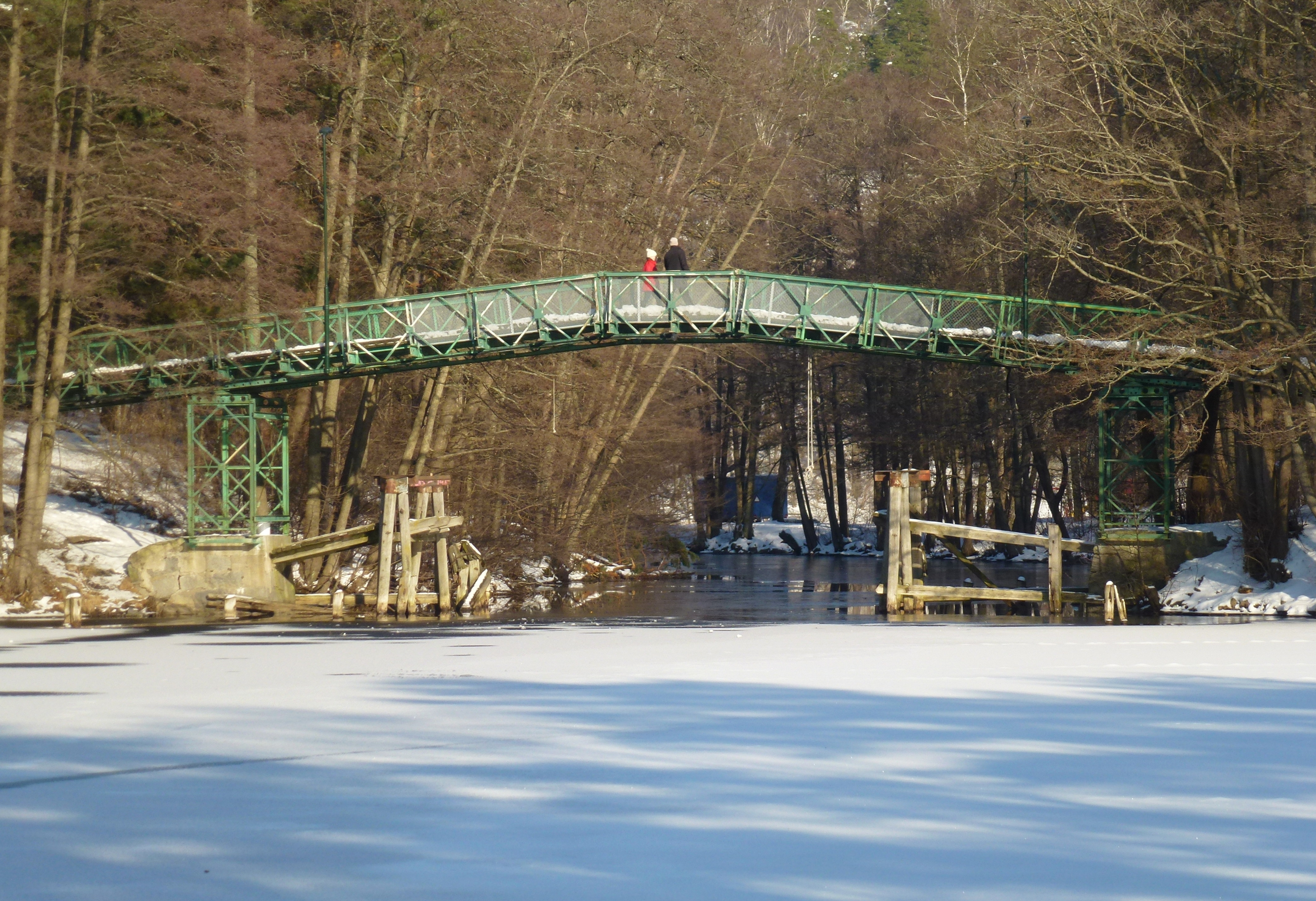
Flottsbrokanalen med "Militärbron"
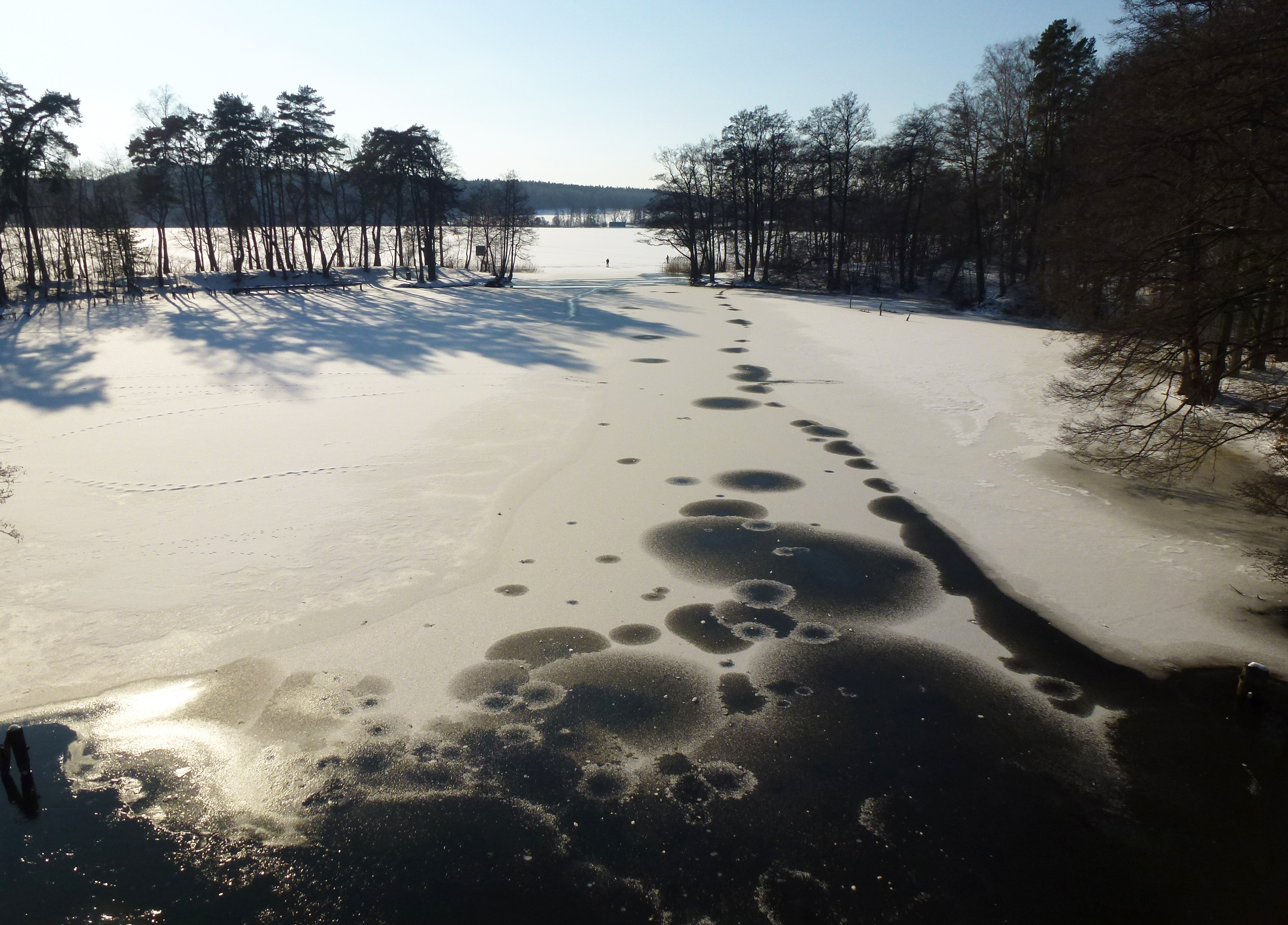
"Katthavet" med Tullingesjön

### Flottsbrokanalen – Albykista
Efter Flottsbrokanalen svänger  promenadvägen mot väst och har förbi Alby ungefär samma sträckning som Göta landsväg. Ett hundratal meter efter Flottsbrokanalen når man Albysjön och passerar genom en så kallad lövlund, som är en blandskog bestående av gammal al och asp med inslag av björk, lönn, ask och pil. Promenadvägen är här asfalterad och belyst och leder förbi Albys moderna 1970-talsbebyggelse som utbreder sig norr om stigen. Söder om stigen finns bergbranter med höga naturvärden. De högsta naturvärdena är knutna till gamla, skadade träd och skuggade stenblock. Längst i väst går Stendalspromenaden under Hågelbyleden och slutar vid Albykistan, som är rekonstruktionen av en hällkista från 1800 f.Kr.

### Bilder

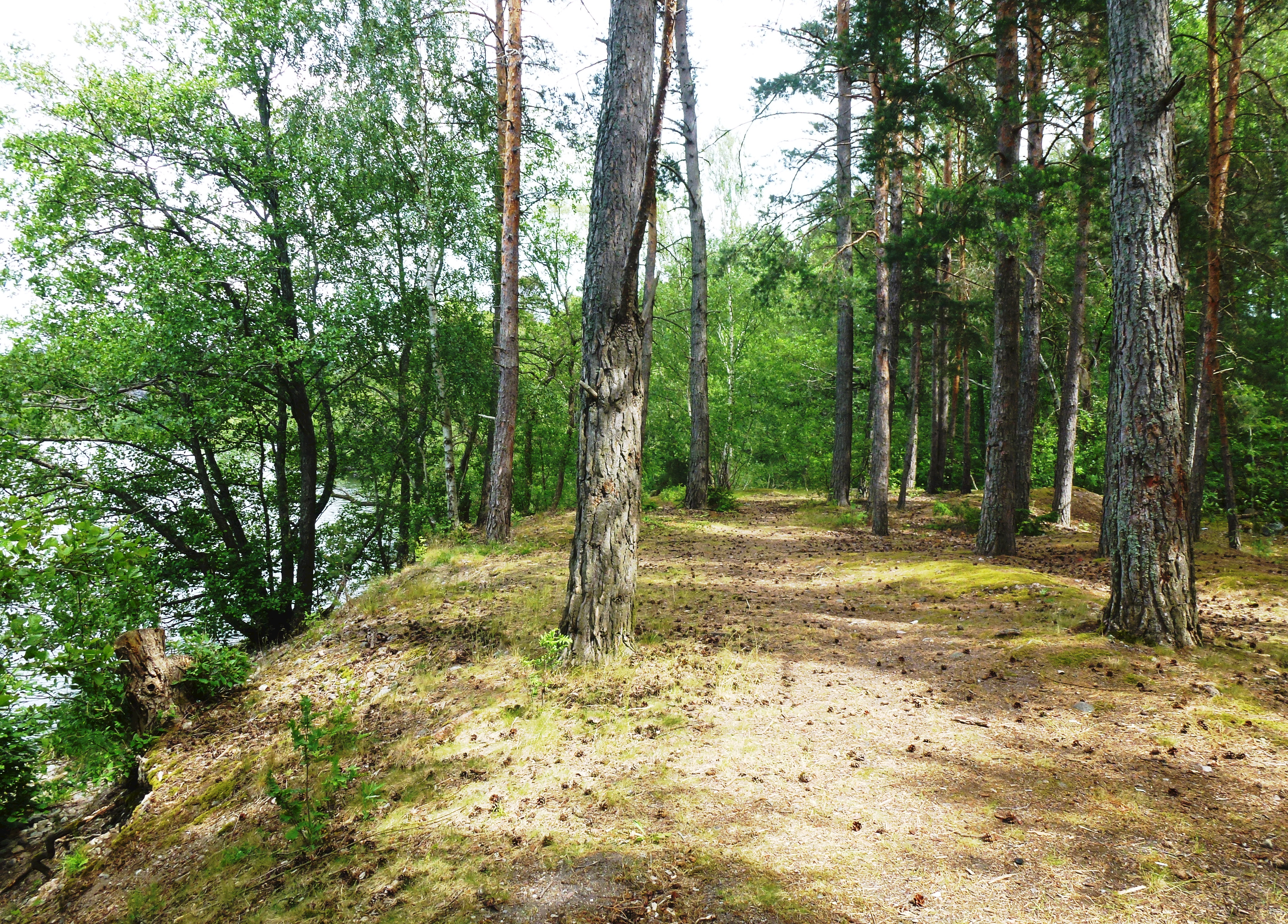
Göta landsväg med Albysjön
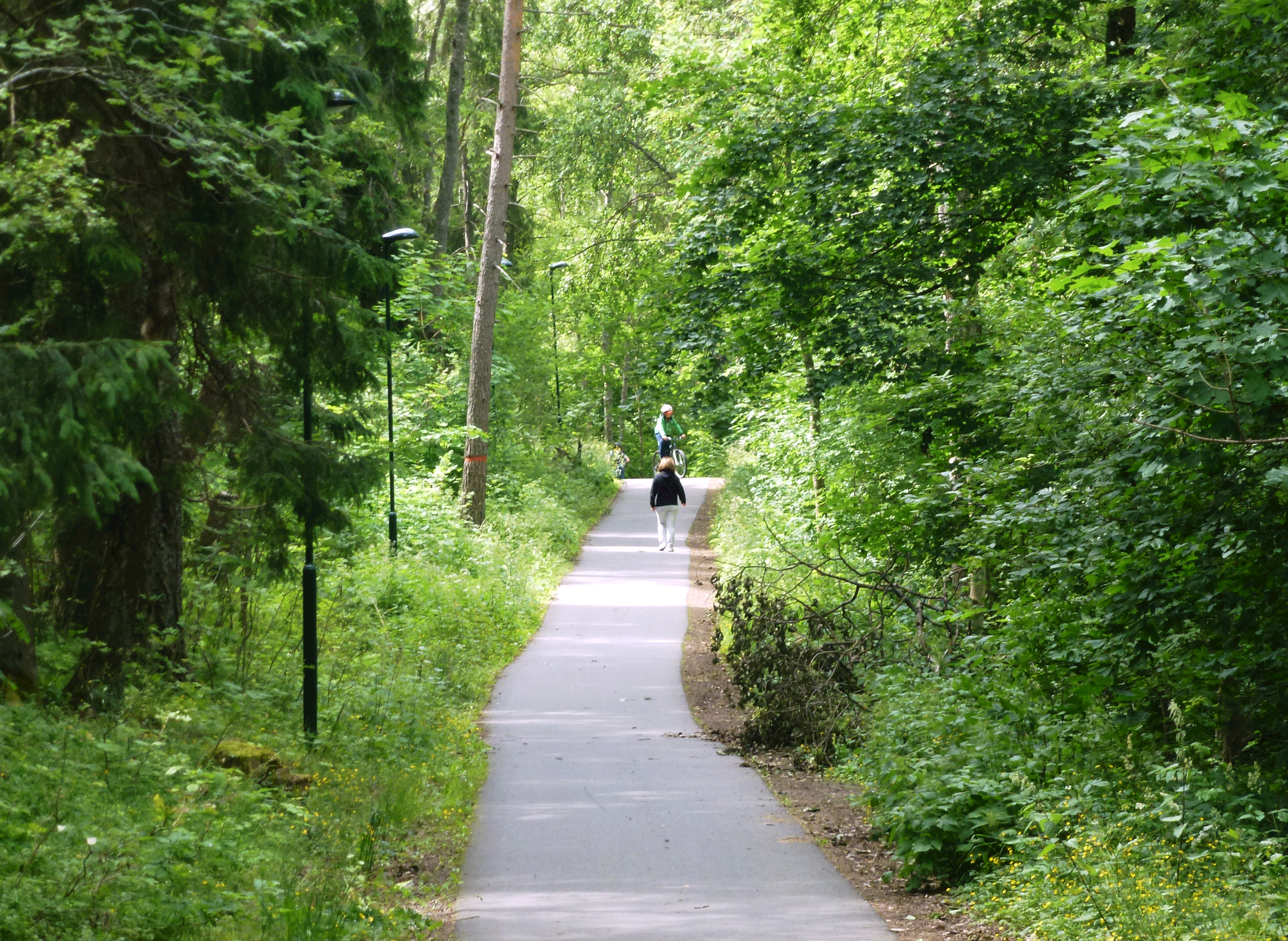
Stendalspromenaden vid lövlunden
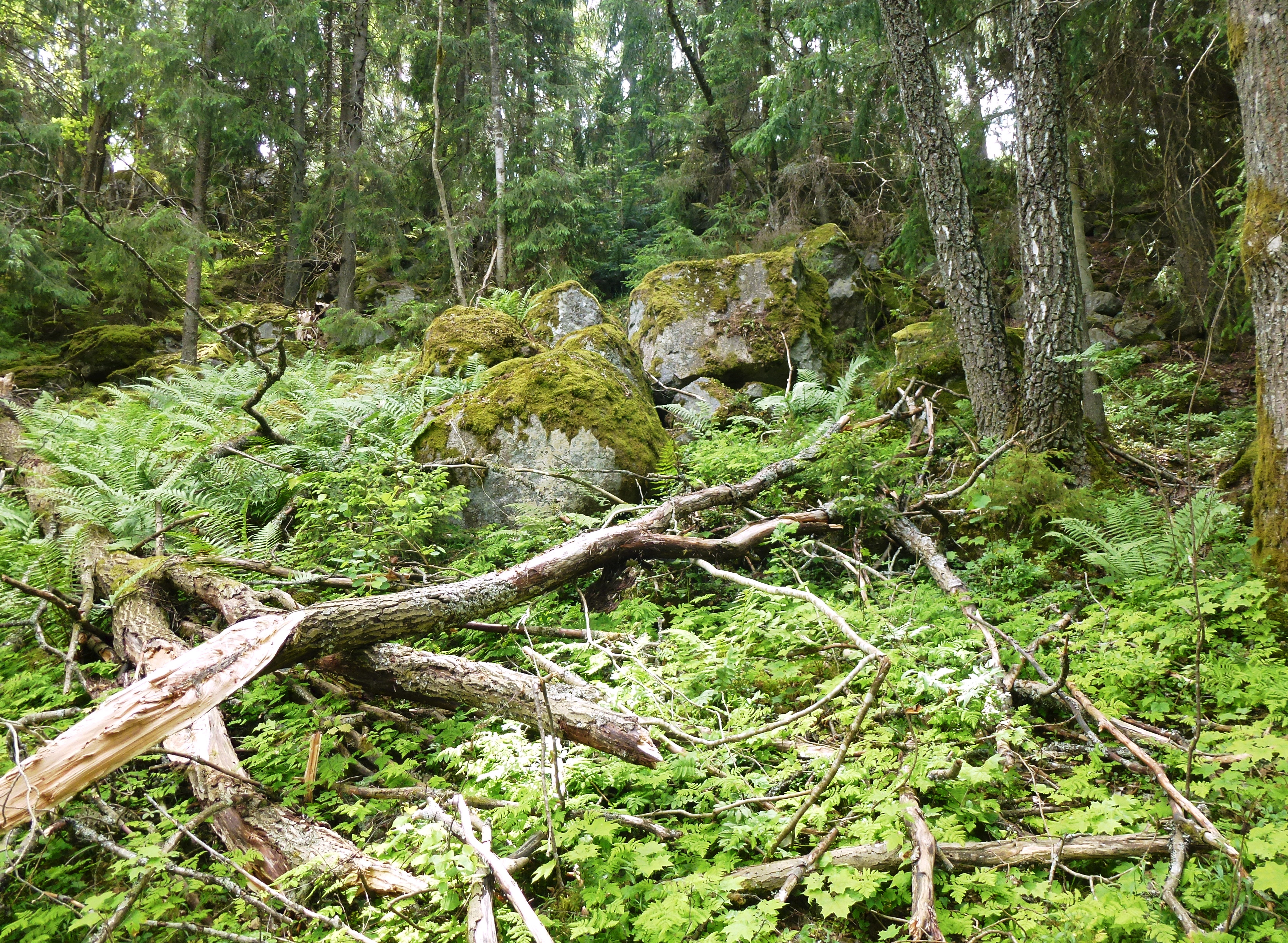
Bergbrant med stenblock och skadade träd
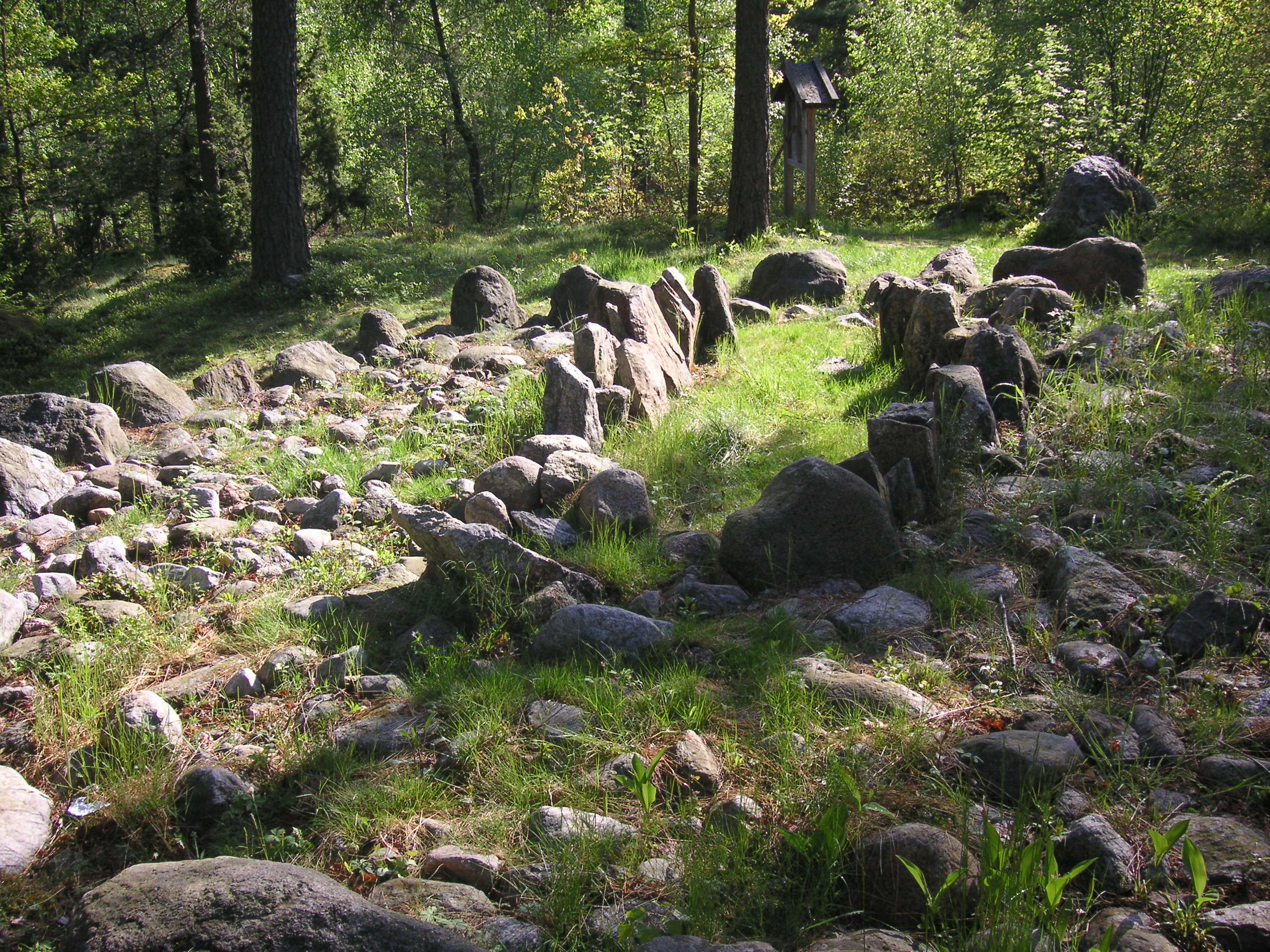
Albykistan